# Reggio Baseball
Le Reggio Baseball est un club italien de baseball basé à Reggio d'Émilie en Émilie-Romagne. Après avoir évolué parmi l'élite italienne en 2008 et 2009, le club est relégué en Série A2 à l'automne 2009.

## Histoire
Reggio évolue à domicile au Stadio Giorgio Caselli, enceinte de 5000 places construite en 1986. Elle est rebaptisée Giorgio Caselli en juin 1992.
Après sa promotion au terme de la saison 2008, Reggio évolue en IBL, la plus haute division du baseball italien. Le club est présidé par Graziella Casali. Reggio s'y maintient jusqu'en 2009 puis connait la relégation en A2.